# دتش شايفر
دتش شايفر (بالإنجليزية: Dutch Schaefer)‏ هو سائق فورمولا 1 ومهندس أمريكي، ولد في 23 يونيو 1915، وتوفي في 12 مارس 1978.